# Пульт дистанційного керування

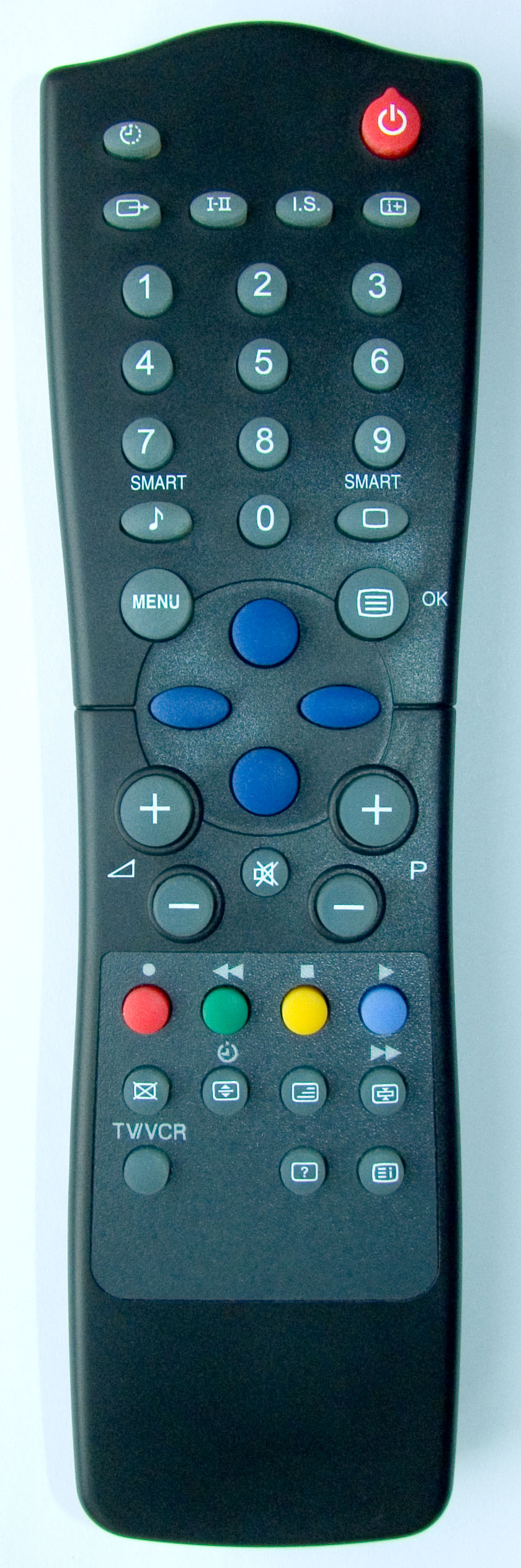
Пульт дистанційного керування

Пульт дистанці́йного керува́ння (ПДК, англ. remote control unit, RCU) — електронний пристрій для віддаленого (дистанційного) керування іншим електронним пристроєм на відстані. Відомі як автономні, так і неавтономні (дротові) варіанти. В бездротових пристроях для передачі сигналів керування використовується інфрачервоне або радіочастотне електромагнітне випромінювання. Конструктивно пульт містить електронну схему, кнопки керування і (як правило) джерело автономного живлення.

## Історія
У 1898 р. Нікола Тесла розробив і продемонстрував перший бездротовий пульт дистанційного керування мініатюрним судном за допомогою радіохвиль. Перші ж заявки на патенти на аналогічні технічні рішення були подані винахідниками Великої Британії в 1897 р.

## Застосування
ПДК широко використовуються для дистанційного керування побутовими електронними приладами (телевізорами, муз. центрами, кондиціонерами та іншою аудіо — відеотехнікою). В 1994 р. пульт дистанційного управління було запропоновано для використання у складі мультимедійного комп'ютера з метою дистанційного керування включенням/виключенням приводу CD-ROM, гучністю і тембром звучання, стереобалансом та шириною стереобази. Такий пульт міг забезпечити санкціоноване включення комп'ютера, запуск або переривання тих чи інших програмних засобів, управління яскравістю, контрастністю і кольоровою насиченістю зображень на моніторі, вибором необхідного запису на CD-ROM і режиму його відтворення, а також перемиканням TV-програм, управління захопленням кадру, відображенням TV-програм на моніторі незалежно від роботи інших програмних засобів. В 1998 р. ця ідея була реалізована Стівом Джобсом в комп'ютері iMac.
Спеціальні пульти дистанційного керування використовуються для віддаленого керування як мобільними об'єктами (наприклад, іграшки, БПЛА), так і апаратами або механізмами на мобільних об'єктах (сільськогосподарській техніці, літаках, космічних кораблях тощо), а також керування виробничими процесами, системами зв'язку, технікою підвищеної небезпеки. Один з прикладів застосувння ПДК у промисловості: вмикання та вимикання силових комутаційних апаратів з пульта через іскробезпечні електричні кола.
Розширення функціональності смартфонів дозволило використовувати їх в якості ПДК для керування пристроями «розумного» дому та Інтернету речей.